# Bühnenbild

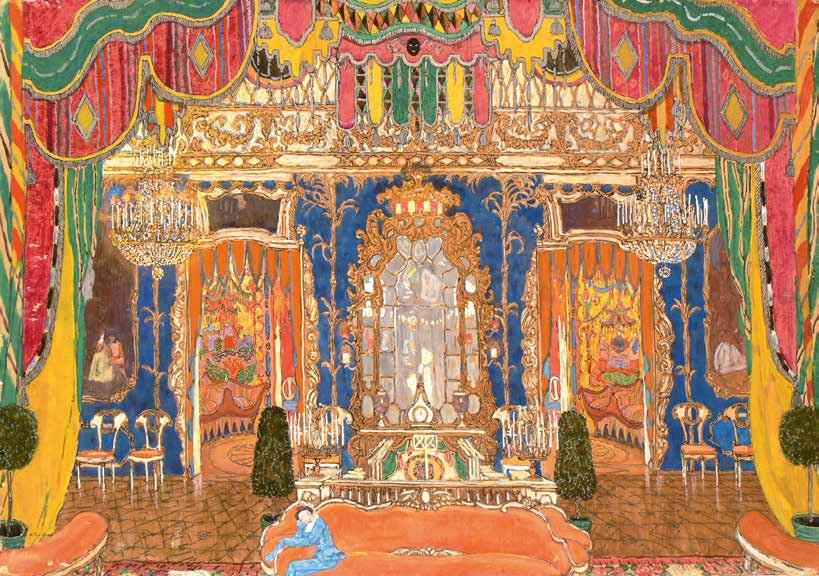
Alexander Jawkowlewitsch Golowin: Maskeraden-Saal, Bühnenbild zu einer Szene aus Lermontows Maskerade, 1917

Bühnenbild bezeichnet entweder die visuelle Gestaltung eines szenischen Raumes oder dessen Material, also sämtliche Einrichtungen, Malereien und Kulissen sowie die Bühnenmaschinerie, aus denen Bühnenbilder bestehen. Sie werden für Schauspiel- und Opernaufführungen, Musicals, Choreografien und Performances eingesetzt. Die dem Bühnenbild verwandte Gestaltung von Studiodekorationen, Originalschauplätzen und Außendrehorten für Filme ist unter Szenenbild beschrieben.
Je nach Bedarf und Form einer Aufführung haben Bühnenbilder verschiedene Funktionen: von illustrierender Dekoration, die oft Texte bebildert, über subjektive Architektur, die szenische Vorgänge befördert und beeinflusst, bis zur Rauminstallation, die eine szenische Anordnung ermöglicht. Dabei kann ein Bühnenbild die szenische Handlung räumlich (Zimmer, Stadtplatz, Landschaft etc.) und zeitlich (historisch, zeitgenössisch etc.) definieren.
Bühnenbilder werden von Bühnenbildnern entworfen und in der Ausführung überwacht. An größeren Spielstätten werden sie von den hauseigenen Werkstätten hergestellt, für kleine Theater ohne eigene Werkstätten oder für besondere Aufführungen wie Installationen im öffentlichen Raum arbeiten eigens zusammengestellte Handwerkerteams.
Der deutsche Berufsverband ist der Bund der Szenografen.

## Arbeitsbeschreibung eines Bühnenbildners

### Entwurf

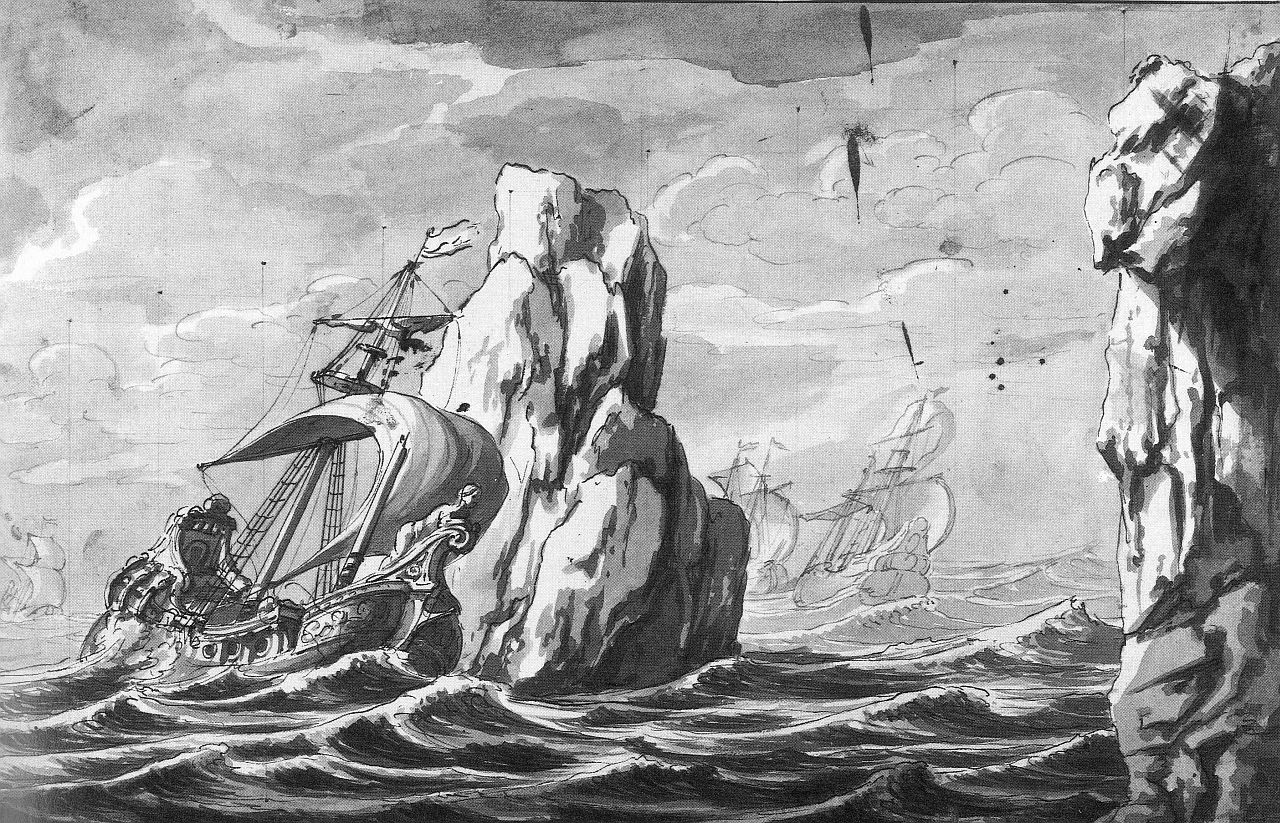
Entwurf eines Bühnenbildes (um 1696) von Johann Oswald Harms für die Oper Enrico Leone.

Bühnenbildner arbeiten zunächst eng mit dem Regisseur zusammen. Dieser wird von der Theaterleitung beauftragt, ein Stück zu inszenieren, das er dann mit dem Dramaturgen inhaltlich bearbeitet.
Nach Textanalyse und Recherchen erstellt der Bühnenbildner erste Entwürfe. Diese Bilder werden oft in maßstabsgetreue Modelle umgesetzt, in denen die Raumwirkung und die technischen und szenischen Vorgänge zuverlässig simuliert werden können. Zunehmend werden für die Entwurfsarbeit geeignete CAD-Programme benutzt (z. B. SketchUp), die auch die gemeinsame Online-Arbeit bis hin zu 3D-Ansichten ermöglichen und das spätere Erstellen von technischen Zeichnungen vereinfachen. In weiterer Zusammenarbeit mit Regisseur und Dramaturg wächst ein Konzept heran, das die beabsichtigte Wirkung der Inszenierung visuell unterstützt. Diese Phase der Vorbereitung kann zuweilen länger als ein Jahr vor der Premiere beginnen.

### Umsetzung

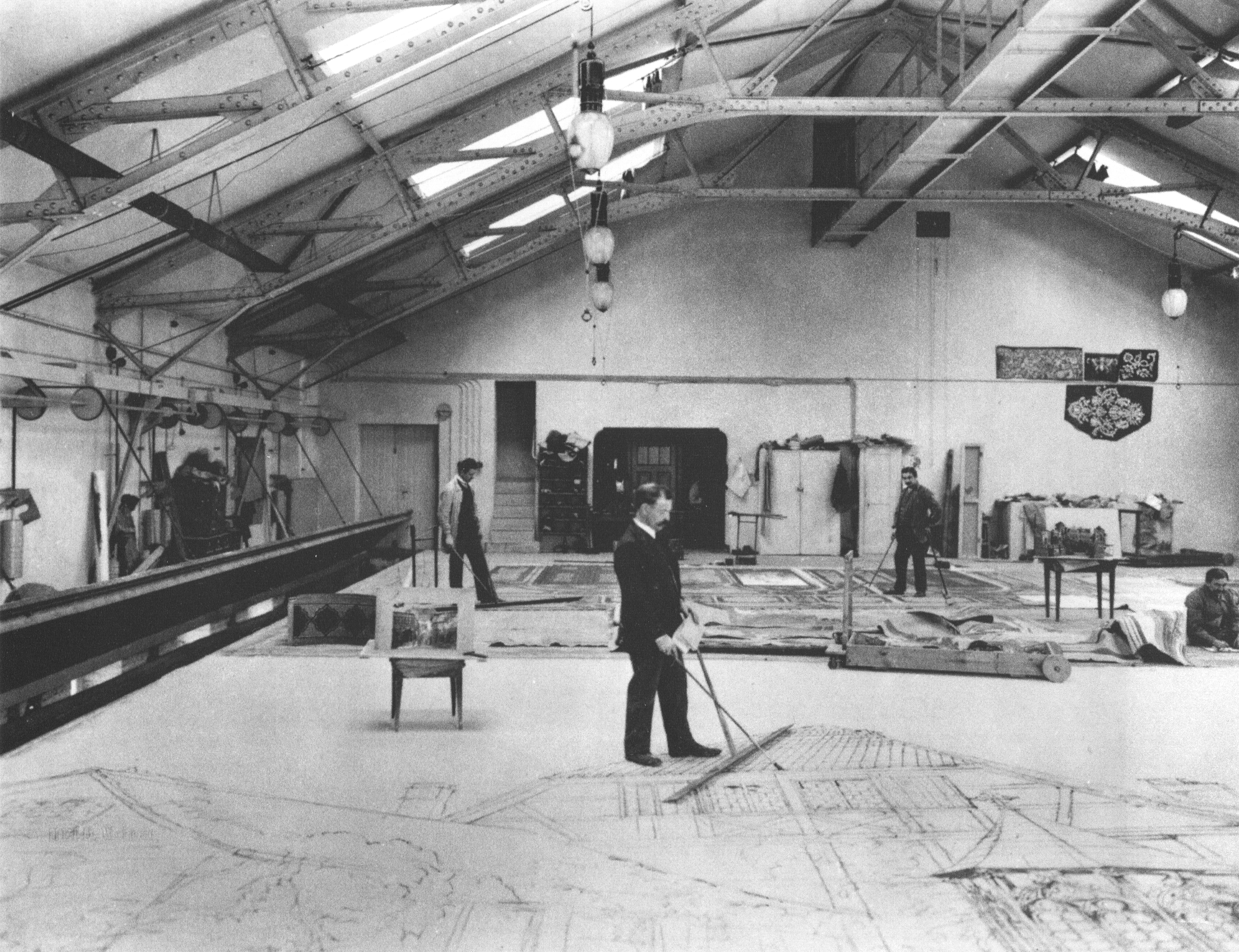
Kulissenmalsaal des 1907 neu erbauten Hoftheaters Weimar, um 1911

Für die Umsetzung trifft sich der Bühnenbildner mit dem technischen Stab des Theaters und stellt seine Zeichnungen und Modelle vor.
Um die Originalmaße, den Eindruck und die Umbauten während der Aufführung vor Ort zu diskutieren, wird überwiegend im deutschsprachigen Raum eine Bauprobe durchgeführt: mit alten Dekorationsteilen, Stoffen, Latten und Standardbauteilen werden auf der Bühne die Grundmaße des Entwurfes improvisiert. Proportionen, Farben, Beleuchtung etc. können so in Originalgröße überprüft und technische Vorgänge geklärt werden. Anhand der Bauprobe wird auch geklärt, ob der von der Theaterleitung gesetzte Kostenrahmen eingehalten werden wird oder gelegentlich überschritten werden darf. Nach der Entscheidung darüber wird das Bühnenbild zur Verwirklichung freigegeben.
Nach letzten Änderungen des Entwurfs werden vom Bühnenbildner, seinen Assistenten und vom technischen Stab (Technischer Leiter bzw. Konstruktionsbüro) technische Zeichnungen erstellt, nach denen Werkstätten die Dekorationsteile herstellen können. An vielen Theatern sind Papierzeichnungen nicht mehr erwünscht oder sogar ausgeschlossen, so dass auch hier die Arbeit mit CAD-Programmen (z. B. AutoCAD, Vectorworks) nötig wird.

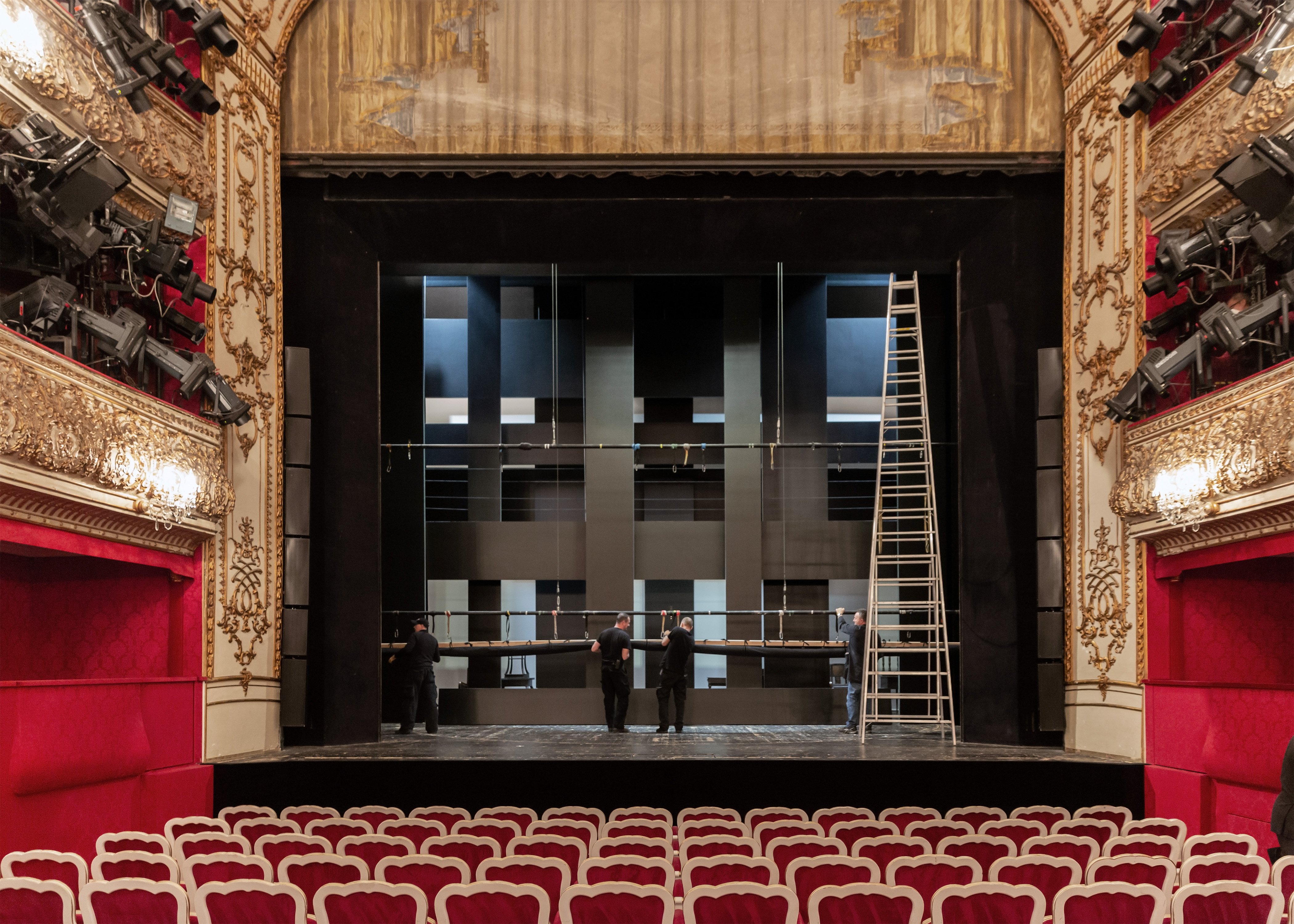
Umbau des Bühnenbildes (Theater in der Josefstadt, Wien)

In den Werkstätten arbeiten üblicherweise Schreiner und Schlosser, zuständig für tragende Unterbauten, Bühnenmaler und Bühnenplastiker, die bildliche Darstellungen, Oberflächen und plastische Objekte herstellen sowie Tapezierer oder Dekorateure, die Stoff- und Polsterarbeiten erledigen.
Der Bühnenbildner betreut zusammen mit seinem Assistenten, dem Bühnenmeister, der technischen Leitung und dem für die Koordination zuständigen Werkstattleiter den jetzt beginnenden Umsetzungsprozess. Gleichzeitig muss er – in Zusammenarbeit mit dem Requisiteur – Möbel und Requisiten aussuchen oder entwerfen und herstellen lassen.
Zu Beginn der Probenarbeit stellt der Bühnenbildner mit den übrigen Mitgliedern des Regieteams dem Ensemble in der Konzeptionsprobe das Aufführungskonzept vor, üblicherweise anhand des Modells oder digitalen Visualisierungen.
Sind die Dekorationsteile fertig, werden sie in der Technischen Einrichtung auf der Bühne zusammengesetzt. Bei diesem ersten Aufbau werden Details angepasst, und der Bühnenbildner sieht zum ersten Mal die komplette Dekoration auf der Bühne. Nach der Einrichtung können in Ausnahmefällen Änderungen vorgenommen werden. Hier spielen die zeitliche Planung, die finanziellen Mittel, die Werkstattkapazität des Theaters sowie die Qualität der Planung und das Vorstellungsvermögen des Bühnenbildners eine wesentliche Rolle. Zusammen mit den Bühnentechnikern werden Auf-, Um- und Abbau sowie die Funktionsfähigkeit geprüft.
Der Bühnenbildner hat vorher in Abstimmung mit dem Regisseur (manchmal zusammen mit einem Lichtgestalter) ein Beleuchtungskonzept entworfen. Dies geschieht mit Hilfe des Modells oder zunehmend mit dreidimensional arbeitenden, die Beleuchtung präzise simulierenden Computerprogrammen. Oft dauert es mehrere Tage, bis alle Lichtstimmungen eingeleuchtet sind.
Der Bühnenbildner benötigt sehr gute Kenntnisse der Beleuchtungstechnik und Farblichtmischung, denn der optische Eindruck wird damit stark beeinflusst und die psychologische Wirkung eines Bühnenbildes auf den Zuschauer durch die Beleuchtung entscheidend bestimmt.

### Endproben
Anschließend folgen die Bühnenproben in Originaldekoration, bei denen der Bühnenbildner oft anwesend sein muss, da jetzt Feinabstimmungen nötig sind: Die Darsteller, die bisher in einer Probendekoration mit teilweise abweichenden Dimensionen gearbeitet haben, müssen den „neuen“ Raum „erobern“, ihn mit Leben füllen und erfahren, wie er selbst ihre Spielweise definiert. Zudem wird am ersten Probentag für alle Darsteller eine Bühnenbegehung und Sicherheitsunterweisung durchgeführt, in der auf Besonderheiten und Risiken des neuen Raums aufmerksam gemacht wird.
Im Rahmen dieser Bühnenproben macht sich das bühnentechnische Personal mit den Auf- und Umbauarbeiten vertraut und hat erste Gelegenheit, die für den Zuschauer unsichtbaren, manchmal komplexen Vorgänge zu üben. Im Musiktheater finden bald erste Proben mit Orchester statt, in denen die akustische Wirkung des Raums beurteilt wird.
Die Entstehung einer Theateraufführung ist ein ständig in Bewegung befindlicher schöpferischer Vorgang vieler Künstler, dessen durch den Regisseur bestimmte Richtung niemals abschließend planbar ist. Die Phase der Zusammenführung aller szenischen Elemente kann daher für alle Beteiligten ein schöner oder schmerzhafter Prozess werden.
Zu den meist zwei Hauptproben sollen alle Dekorationen, Requisiten und Kostüme sowie die Beleuchtung fertiggestellt sein. Jetzt wird alles auf den reibungslosen Ablauf des Abends eingerichtet, wobei im Musiktheater die erste Hauptprobe mit Klavier stattfindet und üblicherweise letzter Regiearbeit und technischen Vorgängen gewidmet ist, während die zweite mit Orchester dem musikalischen Schliff dient. Bei diesen Proben werden noch Detailänderungen an Bühnenbild, Kostüm und Licht vorgenommen, im Schauspiel sogar noch am Text. Es ist üblich, nach der nun folgenden Generalprobe, die exakt wie eine Vorstellung abläuft, weitere Veränderungen zu vermeiden.
Der schon auf vielen Proben anwesende Inspizient ist jetzt unsichtbarer Koordinator der Inszenierung. Nach seinen Signalen laufen alle technischen und szenischen Vorgänge und treten die Darsteller auf und ab. Hier sind Präzision und Fingerspitzengefühl nötig, um das Konzept der Ausstattung und die Inszenierung zu einer schlüssigen Form zusammenzuführen und für den sicheren Ablauf der Vorstellung zu sorgen.
Erst der Abend der Premiere erweist durch die Reaktion von Publikum und Kritik, wieweit die künstlerische Energie von Werk, Ensemble und Regie im Bühnenbild tatsächlich einen wirkungsvollen Platz gefunden hat.

## Bekannte Bühnenbildner
- Giuseppe Galli da Bibiena, der Anfang des 18. Jahrhunderts im Gegensatz zur Zentralperspektive der Renaissance eine Übereckstellung der Dekoration anwandte, so dass sich die Räume zu mehrere Fluchtpunkten hin verjüngen und verschachteln und so – auch mit Hilfe des erstmaligen Einsatzes bemalter transparenter Materialien – Unendlichkeit vortäuschen.
- Adolphe Appia, der als studierter Musiker das Zusammenspiel der Bewegung des Schauspielers, des Raumes und des Lichts forderte. Er entwarf, vor allem für die Opern Richard Wagners, „rhythmische Räume“ aus reduzierten architektonischen Elementen und Licht.
- Achim Freyer, der als Meisterschüler von Bertolt Brecht am Berliner Ensemble war und mit Ruth Berghaus, Adolf Dresen und Benno Beeson zusammenarbeitete, bevor er Professor an der Universität der Künste Berlin wurde. Er ist Mitglied der Akademie der Künste.
- Wilfried Minks, für den das Bühnenbild einen Großteil dramaturgischen Denkens beinhaltet. Seine Bühnenbilder prägen die Inszenierungen und stellen selbst einen Teil der Regie dar. Vor allem seine Zusammenarbeit mit Peter Zadek prägte den „Bremer Stil“, die innovativste Ära des deutschen Nachkriegstheaters.
- Caspar Neher, der wichtigste Bühnenbildner und Mitarbeiter Bertolt Brechts, entwickelte, von der Theatermalerei kommend, die Ästhetik des „epischen Theaters“ mit gemalten kommentierenden Hintergründen und Schriftzügen.

Teo Otto und Max Frisch bei Proben zu Andorra, Schauspielhaus Zürich, Foto: Comet Photo, Bildarchiv der ETH Zürich, 1961

- Teo Otto aus Remscheid: Seine Ausstattungen für Gustaf Gründgens Faust-Inszenierung, Bertolt Brechts Mutter Courage, Karajans Interpretation von Der Rosenkavalier, die Uraufführungen der Stücke von Friedrich Dürrenmatt und Max Frisch am Schauspielhaus Zürich prägten die internationale Theatergeschichte. Teo Otto arbeitete im Lauf seines Lebens für mehr als 800 Inszenierungen.
- Jürgen Rose, der den Darsteller auf der Bühne in den Mittelpunkt seiner Bildästhetik stellte, und im Verlauf seines Schaffens eine immer ausgefeiltere Reduzierung des eigentlichen Dekors verwirklicht.
- Annemarie Rost, eine der bedeutendsten Bühnenbildnerinnen und Bühnenbildner der DDR
- Anna Viebrock, entwickelte für die Inszenierungen von Jossi Wieler und Christoph Marthaler ihren Stil eines sarkastischen Naturalismus oft nach realen Vorbildern, die sie auf Recherche-Reisen entdeckt. Ihr Markenzeichen sind Räume, in denen das Leben Spuren hinterlassen hat; immer sind es Innenräume, meist klaustrophobisch abgeschlossen.
- Walter von Wecus, im Jahr 1926 erster Professor für Bühnenkunst in Deutschland an der Kunstakademie Düsseldorf.
- Robert Wilson, der sich mit dem Thema Autismus beschäftigt hat und u. a. mit Heiner Müller an der Volksbühne Berlin zusammengearbeitet hat.
- Erich Wonder, der unter dem Eindruck der Kinoästhetik Industriearchitektur und Industrie- und Straßenbeleuchtung auf die Bühne holte. Auch ausgefeilte Innenarchitekturen sind seine Spezialität. Große Virtuosität entwickelte er im Einsatz von bemalten Tüllen, die hintereinandergehängt und durch separate Beleuchtung ihre Transparenz verändern können. Dadurch schweben die Bilder im Raum und können überblendet werden.

## Ausbildung
Die meisten Bühnenbildner haben nach Praktika und Hospitanzen an Theatern drei bis fünf Jahre Bühnenbild an einer Kunsthochschule studiert. Es gibt aber auch Autodidakten und Quereinsteiger (z. B. Architekten). Der Maler Pablo Picasso entwarf beispielsweise im Jahr 1917 das Bühnenbild samt Vorhang und Kostümen zum Ballett Parade.
Einige Studiengänge in Deutschland, Österreich und der Schweiz, die zum Bühnenbildner ausbilden:
| - Akademie der Bildenden Künste München - Akademie der bildenden Künste Wien - Hochschule für bildende Künste Hamburg - Hochschule für Bildende Künste Dresden - Hochschule für Gestaltung und Kunst - Hochschule für Gestaltung Offenbach am Main - Kunstakademie Düsseldorf - Kunsthochschule Berlin-Weißensee | - Staatliche Akademie der Bildenden Künste Stuttgart - Technische Universität Berlin - Universität der Künste Berlin - Universität für angewandte Kunst Wien - Universität für Musik und darstellende Kunst Graz - Universität Mozarteum Salzburg - Zürcher Hochschule der Künste |